# Siegfried Martin Winter
Siegfried Martin Winter (* 20. März 1893 in Schwerin; † 16. März 1975 in Nassau (Lahn)) war ein deutscher Autor, der 1920 nach Argentinien auswanderte.
Als Kriegsfreiwilliger nahm er am Ersten Weltkrieg teil und wurde aktiver Offizier. Nachdem er im März 1920 seinen Abschied genommen hatte, wanderte er im Herbst des gleichen Jahres aus und lebte 18 Jahre in Argentinien und Chile. Zunächst als Pelztierjäger, später als Fellhändler und schließlich als Exporteur. Er lernte diese beiden Länder auf langen Reisen gründlich kennen und unternahm auch monatelange Fahrten durch Bolivien und Paraguay. Er widmete sich daneben geographischen und naturwissenschaftlichen Fragen, war journalistisch tätig und veröffentlichte auch zwei kleinere Bücher in spanischer Sprache.
1938 kehrte er nach Deutschland zurück, um die Ergebnisse seiner langen Erfahrungen und Beobachtungen zu veröffentlichen. Sein erstes Werk Das Leben eroberte die Erde wurde verboten, beschlagnahmt und eingestampft, weil es auf den Gebieten der Rassen- und Vererbungslehre Anschauungen vertrat, die der herrschenden Ideologie nicht genehm waren. Er beschränkte sich dann auf Berichte über Land und Leute und veröffentlichte südamerikanische Wanderjahre. Im Verlag Brockhaus Wiesbaden erschien nach dem Zweiten Weltkrieg Kordillerenfahrten, Mit Büchse und Faltboot und Zwischen Gran Chaco und Feuerland.
1958/59 durchquerte er in einem BMW 600 den amerikanischen Doppelkontinent von Süden nach Norden.

## Werke
- Das Leben erobert die Erde, Ernst Reinhardt 1939 Verlag, München
- Südamerikanische Wanderjahre, Broschek, Hamburg 1941.
- Kordillerenfahrten, Brockhaus, Wiesbaden 1948.
- Zwischen Gran Chaco und Feuerland, Brockhaus, Wiesbaden
- Mit Büchse und Faltboot, Brockhaus, Wiesbaden 1951.
- Verlorene Wege, Benziger, Köln 1956.
- Mit 600 Kubik durch beide Amerika, Brockhaus, Wiesbaden 1960